# Pagintungan
Pagintungan is een bestuurslaag in het regentschap Serang van de provincie Banten, Indonesië. Pagintungan telt 5858 inwoners (volkstelling 2010).